# William Mayrant
William Mayrant (* 8. März 1765 in Charleston, Province of South Carolina; † 23. Januar 1832 in Stateburg, South Carolina) war ein US-amerikanischer Politiker. Zwischen 1815 und 1816 vertrat er den Bundesstaat South Carolina im US-Repräsentantenhaus.

## Werdegang
William Mayrant entstammte einer in South Carolina prominenten Familie. Er wurde nach einem Jurastudium Rechtsanwalt. Außerdem betrieb er eine Reisplantage und eine der ersten Textilfabriken seines Heimatstaates. Mayrant war auch in der Staatsmiliz aktiv, in der er es bis zum Oberst brachte. Später erwarb er die Plantage „High Hills“, die er ebenfalls bewirtschaftete.
Politisch war Mayrant Mitglied der von Präsident Thomas Jefferson gegründeten Demokratisch-Republikanischen Partei. Bei den Kongresswahlen des Jahres 1814 wurde er im neunten Wahlbezirk von South Carolina in das US-Repräsentantenhaus in Washington, D.C. gewählt, wo er am 4. März 1815 die Nachfolge von John Kershaw antrat. Im Jahr 1816 stimmte er im Kongress für ein Bundeszollgesetz, das von den meisten Bürgern South Carolinas abgelehnt wurde. Das kostete ihn die erneute Nominierung für die Wahlen in diesem Jahr. Daraufhin trat er am 21. Oktober 1816 von seinem Mandat zurück.
In den folgenden Jahren widmete sich Mayrant wieder seiner Plantage und seinen anderen privaten Angelegenheiten. Zwischen 1818 und 1821 war er Abgeordneter im Repräsentantenhaus von South Carolina. Er starb am 23. Januar 1832 in Stateburg. William Mayrant war mit Anne Richardson (1771–1840) verheiratet.